# Arinolus apachellus
Arinolus apachellus är en mångfotingart som beskrevs av Chamberlin 1941. Arinolus apachellus ingår i släktet Arinolus och familjen Atopetholidae. Inga underarter finns listade i Catalogue of Life.